# Kaštel Novi
Kaštel Novi – osada będąca częścią miasta Kaštela w żupanii splicko-dalmatyńskiej w Chorwacji. W 2011 roku liczyła 6411 mieszkańców.